# Пчеляков, Андрей Владимирович
Андрей Владимирович Пчеляко́в (19 февраля 1972, Усть-Каменогорск, Казахская ССР, СССР) — казахстанский хоккеист, игравший на позиции правого нападающего.

## Биография
Воспитанник усть-каменогорского хоккея, тренер Анатолий Мелихов.
Завершил карьеру игрока в 2011 году. Участник двух зимних Олимпиад в составе сборной Казахстана.
Тренер клуба «Гомель» из белорусской экстралиги.

## Достижения
- Четвертьфиналист зимних Олимпийских игр 1998 г.
- Участник зимних Олимпийских игр 2006 г. (9 место)
- Лучший хоккеист Казахстана 1995 года.
- Чемпион Казахстана 1993—1996 гг.
- Бронзовый призёр чемпионата России (2001) в составе ХК Северсталь